# Дебово
Дебово (болг. Дебово) — село в Болгарии. Находится в Плевенской области, входит в общину Никопол. Население составляет 630 человек.

## Политическая ситуация
В местном кметстве Дебово, в состав которого входит Дебово, должность кмета (старосты) исполняет Ангел Маринов Тихов (Болгарская социалистическая партия (БСП)) по результатам выборов.
Кмет (мэр) общины Никопол — Валерий Димитров Желязков (Болгарский земледельческий народный союз (БЗНС)) по результатам выборов.